# Пентод

Умовне графічне зображення пентода непрямого накалу.
Зверху вниз:
анод,
антидинатронна сітка,
екранувальна сітка,
керувальна сітка,
катод і
підігрівач (два вивода).

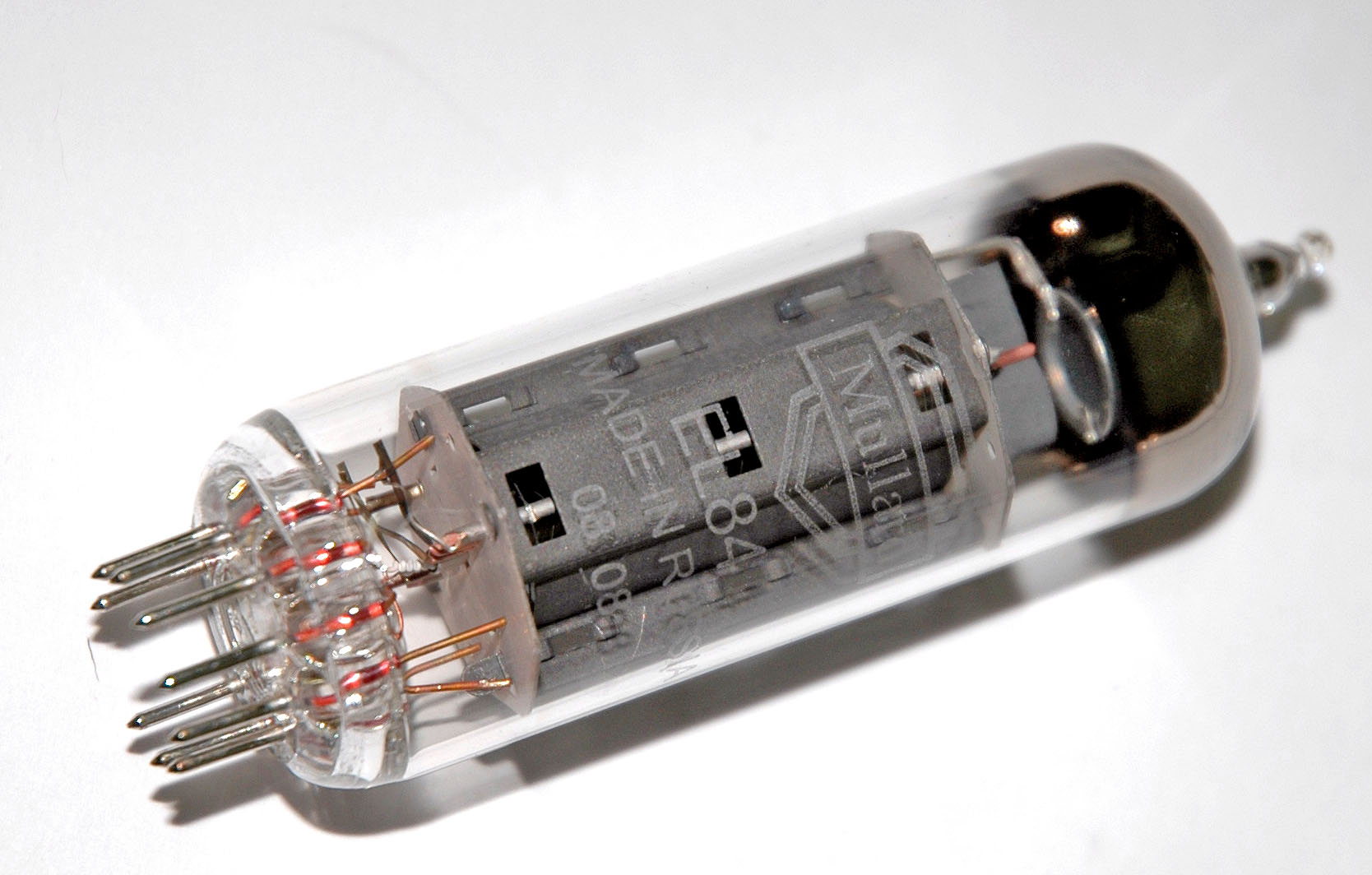
Пентод EL84 (6П14П)

Пенто́д — електронна лампа з п'ятьма електродами: катодом, анодом і трьома
сітками — керувальною, екранувальною і захисною (антидинатронною).
Розроблена на початку 30-х років 20 століття. У пентода захисна сітка поєднана з катодом (переважно всередині лампи) або має потенціал, близький до катодного, і створює, таким чином, поблизу анода електрополе, що відкидає вторинні електрони з анода, виключаючи тим самим шкідливий вплив динатронного ефекту.
Малопотужні пентоди (потужністю до декількох Вт) — найпоширеніші серед приймально-підсилювальних ламп, а потужні (більше декількох десятків Вт) — серед генераторних ламп.
Застосовують в різних радіоприймальних пристроях, головним чином для посилення напруги високої і проміжної частот і потужності низької частоти, і радіопередавальних пристроях — для генерування і модуляції високочастотних електроколивань (до декількох десятків МГц).

## Історія
Пентод був винайдений у 1926 році Бернардом Теллегеном, співробітником науково-дослідної лабораторії Philips, і запатентована разом з Жилем Голстом.

## Використання

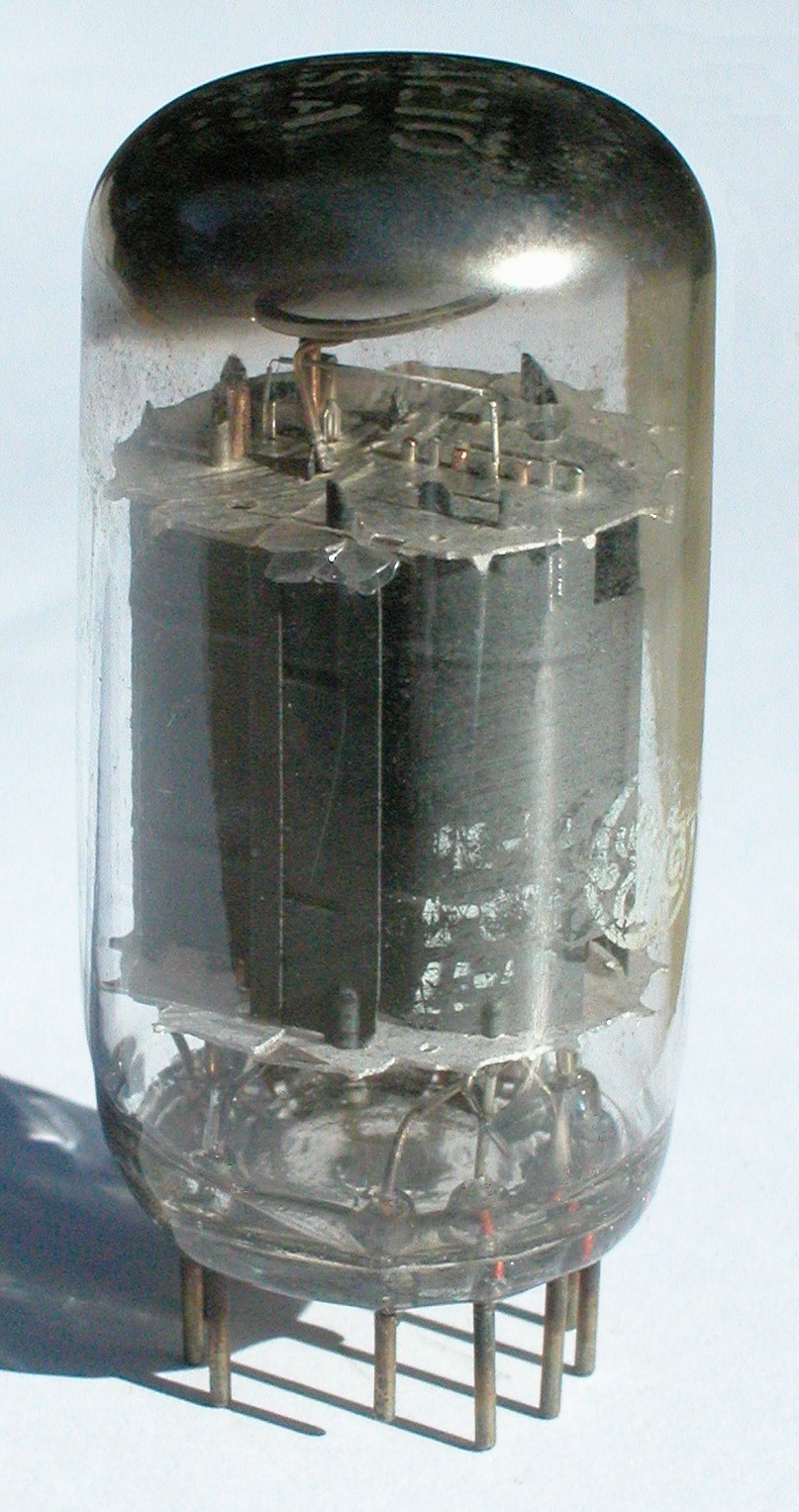
Подвійний пентод General Electric 12AE10

Пентоди вперше були використані в радіоприймачах споживчого типу. Добре відомий тип пентода, EF50, був розроблений до початку Другої світової війни і широко використовувався в радіолокаційній апаратурі та іншому військовому електронному обладнанні. Пентод сприяв електронній перевазі союзників.
Комп'ютери Colossus і Manchester Baby використовували велику кількість пентодів EF36. Пізніше лампа 7AK7 була спеціально розроблена для використання в комп'ютерній техніці.
Після Другої світової війни пентоди знайшли широке застосування у телевізійних приймачах, особливо наступник EF50, EF80. У 1960-х роках лампи були поступово замінені транзисторами.